# ヨーラン・マルムクヴィスト
ニルス・ヨーラン・ダーヴィド・マルムクヴィスト（Nils Göran David Malmqvist、1924年6月6日 - 2019年10月18日）は、スウェーデンの言語学者、中国学者。ベルンハルド・カールグレンの伝記を書いたことでも知られる。
中国名は馬悦然（Mǎ Yuèrán）。1985年にスウェーデン・アカデミーの会員（席次5）に選ばれた。1988年にヨーロッパ・アカデミーの会員に選ばれた。

## 生涯
マルムクヴィストはヨンショーピング市に生まれ、1944年にウプサラ大学に入学したが、2年後にストックホルム大学に移り、ベルンハルド・カールグレンに中国語を学んだ。ロックフェラー財団の奨励金によって1948年から2年間四川省で方言調査を行い、1951年にストックホルム大学の学位を取得した。1952年にウプサラ大学の講師の職についた。
1953年から1955年までロンドン大学の東洋アフリカ研究学院で中国語を教えた。1956年から1958年まで北京のスウェーデン大使館で働いた。1959年にはオーストラリア国立大学に移った（1961年から教授）。1965年からはストックホルム大学の中国学教授をつとめ、1990年に退官した。

## 業績

### カールグレンの伝記
- Bernhard Karlgren: ett forskarporträtt. Stockholm: Norstedts. (1995)

英語版  Bernhard Karlgren: portrait of a scholar. Lehigh University Press. (2010)
中国語訳 李之义 訳『我的老师高本汉: 一位学者的肖像』吉林出版集团、2009年。

### 中国語学
マルムクヴィストには西南官話の四川方言を研究した論文がある。
- “The Syntax of Bound Forms in Sich'uanese”. Bulletin of Far Eastern Antiquities 33:  125-199. (1961).
- “Studies in Western Mandarin Phonology”. Bulletin of Far Eastern Antiquities 34:  129-192. (1962).

ほかにスウェーデン語で書いた中国語の音声・文法に関する著書がある。

### 文献学
マルムクヴィストには春秋公羊伝・春秋穀梁伝の研究がある。
- “Studies on the Gongyang and Guuliang Commentaries”. Bulletin of Far Eastern Antiquities 43:  67-222. (1971).
- “Studies on the Gongyang and Guuliang Commentaries II”. Bulletin of Far Eastern Antiquities 47:  19-69. (1975).
- “Studies on the Gongyang and Guuliang Commentaries III”. Bulletin of Far Eastern Antiquities 49:  33-215. (1977).
- “Two Recent Studies in the Gongyang Commentary”. Bulletin of Far Eastern Antiquities 50:  181-197. (1978).

### 中国文学の翻訳
マルムクヴィストは『西遊記』・『水滸伝』などをスウェーデン語に翻訳した。
1980年代以降は主に現代中国文学を対象とするようになり、老舎、沈従文、高行健、李鋭、北島、顧城、曹乃謙、商禽らの作品を翻訳した。

## ノーベル文学賞について
マルムクヴィストは1985年以来、スウェーデンのアカデミー会員として、ノーベル文学賞の選考を行う18人のひとりである。
1988年には沈従文がほぼ受賞者に決まっていたが、その年に沈従文が死亡したために受賞を果たせなかったという。
2012年に莫言がノーベル文学賞を受賞したとき、マルムクヴィストが莫言の作品の翻訳をおこなっていたために、スウェーデン・テレビによってこれが「候補者に利害関係を持つ者を審査員に含めてはならない」という規則に違反しているのではないかと批判された。これに対してスウェーデン・アカデミーのペーテル・エングルンド(en)は返答を送り、専門的な知識を得るためにマルムクヴィストは必要であり、受賞時点で出版社と何の契約も結んでいないから規則に従って行動しているとした。